# 美露莘

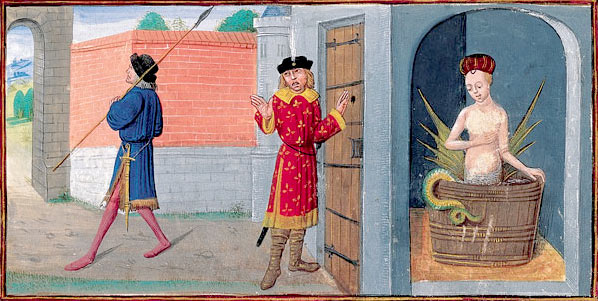
美露莘被發現其真實身分，圖畫取自《Le Roman de Mélusine》，大約於1450年至1500年之間繪製

美露莘（法語：Mélusine；法語：[melyzin]）為歐洲傳說中的女性水妖，常出沒於河流或聖泉中。常被描述為擁有女人的上半身，魚或蛇的下半身，有時還被形容為長著翅膀或同時擁有兩條尾巴。美露莘的傳說主要流傳於歐洲西北部，例如法國與低地諸國。在民間傳說及中世紀文學中，美露莘被描述成是神聖羅馬帝國盧森堡王朝、英格蘭金雀花王朝（該王朝起源於法國安茹）及法國呂西尼昂王朝等歐洲多國皇室的祖先。

## 記載

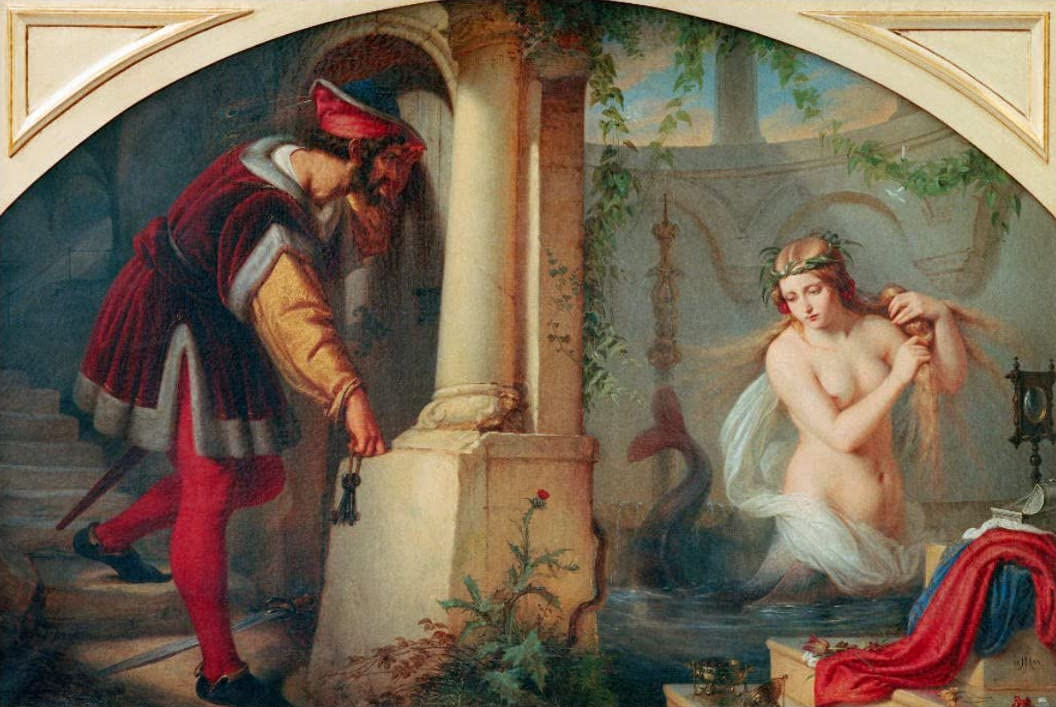

目前可考的第一篇關於美露莘文字敘述，是法國作家讓·達哈斯所寫的《Le Roman de Mélusine》。故事中美露莘的母親是仙女普拉希娜（Pressina），她與阿爾巴（現蘇格蘭）國王顎里納斯（Elynas）結婚，普拉希娜要求國王不能在她生產時進入產房，國王同意了。但普拉希娜臨盆時，國王卻違背諾言進入產房，於是普拉希娜帶著生下的三名女兒離開，前往阿瓦隆島。
三個女兒：美露莘、美李歐（Melior）及帕拉泰（Palatyne）在阿瓦隆島生活到15歲時，美露莘聽說了生父不守信用的事，於是夥同兩位姊妹抓走顎里納斯並將他綁在山上作為報復。普拉希娜對女兒不敬父親感到生氣，她對美露莘施魔法，讓美露莘每個星期六都會變成半人半蛇的模樣。
後來普瓦圖的雷蒙德在落魄時遇到美露莘，美露莘幫他奪回領地。雷蒙德向美露莘求婚，美露莘答應了，但對他說了一個條件，那就是兩人不能在星期六見面，雷蒙德應允。可是婚後雷蒙德違背諾言，在星期六偷看妻子，於是見到美露莘半人半蛇的模樣，美露莘原諒了丈夫，最後兩人離婚，美露莘留下兩個魔法戒指給雷蒙德。

## 後裔
法國的呂西尼昂家族宣稱，美露莘用魔法建造了呂西尼昂城堡，美露莘與雷蒙德生下的子嗣即是呂西尼昂家族的祖先。

## 流行文化
音乐 
- 法国歌手兼词曲作者 诺尔韦恩·勒鲁瓦(Nolwenn Leroy) 的歌曲 《Mélusine》 受到美露莘的启发，该歌曲收录在她 2005年的专辑 《Histoires Naturelles》 中。

 游戏 
- 《Fate/Grand Order》的第2部第6章中，一名美露莘作為反派被冠名妖精騎士蘭斯洛特登場。配音︰高野麻里佳。
- 《原神》中枫丹地区，添加了以神话中美露莘为原型的生物种族，具有智慧并融入人类社会参与工作。

## 外部連結
- "Melusina" （页面存档备份，存于）
- Terri Windling, "Married to Magic: Animal Brides and Bridegrooms in Folklore and Fantasy"
- Sir Walter Scott, Minstrelsy of the Scottish Border (e-text)
- Jean D'Arras, Melusine, Archive.org
- .  (第11版). London. 1911.